# Polynômes de Mott
En mathématiques, les polynômes de Mott sn(x) sont des polynômes introduits par Nevill Mott qui les a appliqués à un problème de théorie des électrons. Ils sont définis par la série génératrice exponentielle
{\displaystyle \exp \left(x{\frac {{\sqrt {1-t^{2}}}-1}{t}}\right)=\sum _{n=0}^{+\infty }s_{n}(x){\frac {t^{n}}{n!}}.}
D'après la formule générale des polynômes d'Appell généralisés, puisque le facteur dans l'exponentielle a le développement en série entière
{\displaystyle {\frac {{\sqrt {1-t^{2}}}-1}{t}}=-\sum _{k\geq 0}C_{k}\left({\frac {t}{2}}\right)^{2k+1}}
en termes de nombres de Catalan {\displaystyle C_{k}}, le coefficient de {\displaystyle x^{k}} dans le polynôme peut s’écrire
{\displaystyle [x^{k}]s_{n}(x)=(-1)^{k}{\frac {n!}{k!2^{n}}}\sum _{n=l_{1}+l_{2}+\cdots +l_{k}}C_{(l_{1}-1)/2}C_{(l_{2}-1)/2}\cdots C_{(l_{k}-1)/2}},
où la somme s'étend sur toutes les compositions {\displaystyle n=l_{1}+l_{2}+\cdots +l_{k}} de {\displaystyle n} en {\displaystyle k} entiers impairs positifs. Le produit vide apparaissant pour {\displaystyle k=n=0} est égal à 1. Les valeurs spéciales, où tous les nombres de Catalan de la somme sont égaux à 1, sont
{\displaystyle [x^{n}]s_{n}(x)={\frac {(-1)^{n}}{2^{n}}}} ;
{\displaystyle [x^{n-2}]s_{n}(x)={\frac {(-1)^{n}n(n-1)(n-2)}{2^{n}}}}.
Par différenciation, la récurrence pour la dérivée première devient
{\displaystyle s'(x)=-\sum _{k=0}^{\lfloor (n-1)/2\rfloor }{\frac {n!}{(n-1-2k)!2^{2k+1}}}C_{k}s_{n-1-2k}(x).}
Les premiers de ces polynômes sont donnés par la suite A137378 de l'OEIS
{\displaystyle s_{0}(x)=1} ;
{\displaystyle s_{1}(x)=-{\frac {1}{2}}x} ;
{\displaystyle s_{2}(x)={\frac {1}{4}}x^{2}} ;
{\displaystyle s_{3}(x)=-{\frac {3}{4}}x-{\frac {1}{8}}x^{3}} ;
{\displaystyle s_{4}(x)={\frac {3}{2}}x^{2}+{\frac {1}{16}}x^{4}} ;
{\displaystyle s_{5}(x)=-{\frac {15}{2}}x-{\frac {15}{8}}x^{3}-{\frac {1}{32}}x^{5}} ;
{\displaystyle s_{6}(x)={\frac {225}{8}}x^{2}+{\frac {15}{8}}x^{4}+{\frac {1}{64}}x^{6}}.
Les polynômes sn(x) forment la suite de Sheffer associée à –2t/(1–t2) (Roman 1984, p.130). Arthur Erdélyi, Wilhelm Magnus et Fritz Oberhettinger en donnent une expression explicite en termes de fonction hypergéométrique généralisée 3F0 :
{\displaystyle s_{n}(x)=\left(-{\frac {x}{2}}\right)^{n}\,{}_{3}F_{0}\left(-n,{\frac {1-n}{2}},1-{\frac {n}{2}};;-{\frac {4}{x^{2}}}\right)}.

## Polynômes de Mott généralisés
En 2014, une généralisation des polynômes de Mott a été donnée en introduisant un paramètre β: 
{\displaystyle s_{n,\beta }(x)=\sum _{k=1}^{n}\sum _{l=0}^{k}(-1)^{k-l+{\frac {n+k}{2}}}{\frac {n!(1+(-1)^{n+k})}{2\,p!}}{\binom {k}{l}}{\binom {\beta l}{\tfrac {n+k}{2}}}x^{k}.}
Les polynômes de Mott originaux correspondent au cas {\displaystyle \beta =1/2}.

## Applications
Les polynômes de Mott sont utilisés dans la résolution numérique de problèmes de théorie du contrôle.